# ليونارد هاريس (لاعب كرة قدم أمريكية)
ليونارد هاريس (بالإنجليزية: Leonard Harris)‏ هو لاعب كرة قدم أمريكية أمريكي، ولد في 27 نوفمبر 1960 في ماككيني في الولايات المتحدة.

## وصلات خارجية
- ليونارد هاريس على موقع مرجع كرة القدم المحترفة.كوم (الإنجليزية)